# Podnoszenie mrozowe
Podnoszenie mrozowe – proces ten zachodzi zarówno w obszarach peryglacjalnych, jak i w strefie umiarkowanej. W trakcie zamarzania grunt zostaje podniesiony wskutek pęcznienia oraz nacisków kriogenicznych – dynamicznych naprężeń związanych z zamarzaniem gruntu.
Lód włóknisty, ciągle przyrastając, zwiększa swoją objętość, tym samym podnosi warstwy osadów przypowierzchniowych. Obniżanie temperatury prowadzi do przyrostu igieł lodowych, to do wymarzania kamieni (na tempo wpływa częstotliwość regelacji), natomiast po odmarznięciu gruntu podniesiona cząstka nie wraca do dawnego położenia, gdyż powstałą lukę zapełnia drobniejszy materiał.